# 张家少奶奶
《张家少奶奶》是1985年放映，以反映文革为题材的电影。长影叶明导演，李岚、吕丽萍、王卫平、白穆主演。讲述富家子女欧阳瑞丽在“文化大革命”中，因家庭受到冲击，在艰苦岁月里成长的故事。